# René Mayer
René Joel Simon Mayer (4. května 1895, Paříž – 13. prosince 1972, Paříž) byl francouzský politik, v roce 1953 krátce premiér Francie. Byl představitelem Radikální strany (Parti républicain, radical et radical-socialiste), v níž patřil ke konzervativnímu křídlu.

## Životopis
Narodil se v židovské rodině, která byla spřízněna s bankéřskou rodinou Rothschildů. Vystudoval filozofii na Sorbonně (1913). Za první světové války sloužil u dělostřelectva a získal několik vyznamenání. Po válce vstoupil do státních služeb, v roce 1923 byl jmenován náměstkem generálního prokurátora. V roce 1928 odešel do byznysu, pracoval mj. v Air France. Na konci 30. let se vrátil do státních služeb, avšak v roce 1940 je musel opustit v důsledku protižidovských opatření vichistické vlády. V roce 1943 utekl do Alžírska, kde se připojil k de Gaullově prozatímní vládě. Jeho jediný syn Antoine za války zahynul jako parašutista. De Gaulle Mayera jmenoval do první vlády osvobozené Francie, na post ministra veřejných prací a dopravy (1944–1945). Byl členem i dalších vlád na různých pozicích: ministr financí (1947–1948, 1951–1952), ministr ekonomických záležitostí (1947–1948, 1951–1952), ministr obrany (1948), ministr spravedlnosti (1949–1951), místopředseda vlády (1951–1952). Jako ministr financí proslul důrazem na vyrovnané rozpočty, díky čemuž byl poměrně nepopulární. Sám to komentoval často citovanou větou: "Dobrý ministr financí je vždy nepopulární." V roce 1953 pět měsíců držel post premiéra. Jako premiér čelil zejména problému inflace a války v Indočíně. Zastával proválečná stanoviska a hájil tezi, že Francie v této válce brání celou západní civilizaci. V letech 1955-1958 byl předsedou exekutivního orgánu Evropského společenství uhlí a oceli.